# دير أحمد (الحديدة)
دير احمد هي إحدى قرى مديرية الزيدية، التابعة لمحافظة الحديدة اليمنية، بلغ تعداد سكانها 1411 نسمة حسب الإحصاء الذي أجري عام 2004.